# Herculano de Sousa Lobo
Herculano de Sousa Lobo (1847 — Formosa, 20 de junho de 1928) foi um fazendeiro e político brasileiro.
Foi vice-presidente de Goiás, assumindo o governo do estado de 25 de maio de 1912 a 10 de junho de 1913.